# Vaite
Vaite és un municipi francès situat al departament de l'Alt Saona i a la regió de Borgonya - Franc Comtat. L'any 2007 tenia 219 habitants.

## Demografia

### Població
El 2007 la població de fet de Vaite era de 219 persones. Hi havia 92 famílies, de les quals 20 eren unipersonals (20 dones vivint soles i 20 dones vivint soles), 40 parelles sense fills, 28 parelles amb fills i 4 famílies monoparentals amb fills.
La població ha evolucionat segons el següent gràfic:
Habitants censats

### Habitatges
El 2007 hi havia 115 habitatges, 90 eren l'habitatge principal de la família, 11 eren segones residències i 14 estaven desocupats. 108 eren cases i 7 eren apartaments. Dels 90 habitatges principals, 76 estaven ocupats pels seus propietaris i 14 estaven llogats i ocupats pels llogaters; 1 tenia dues cambres, 6 en tenien tres, 28 en tenien quatre i 55 en tenien cinc o més. 79 habitatges disposaven pel capbaix d'una plaça de pàrquing. A 36 habitatges hi havia un automòbil i a 48 n'hi havia dos o més.

### Piràmide de població
La piràmide de població per edats i sexe el 2009 era:
| Homes | Edats   | Dones |
| ----- | ------- | ----- |
| 0     | 95 o +  | 0     |
| 0     | 90 a 94 | 0     |
| 0     | 85 a 89 | 4     |
| 4     | 80 a 84 | 0     |
| 12    | 75 a 79 | 12    |
| 8     | 70 a 74 | 4     |
| 0     | 65 a 69 | 4     |
| 0     | 60 a 64 | 0     |
| 8     | 55 a 59 | 4     |
| 0     | 50 a 54 | 4     |
| 12    | 45 a 49 | 4     |
| 12    | 40 a 44 | 12    |
| 0     | 35 a 39 | 8     |
| 8     | 30 a 34 | 0     |
| 12    | 25 a 29 | 12    |
| 8     | 20 a 24 | 4     |
| 0     | 15 a 19 | 12    |
| 4     | 10 a 14 | 8     |
| 4     | 5 a 9   | 8     |
| 4     | 0 a 4   | 8     |

## Economia
El 2007 la població en edat de treballar era de 134 persones, 94 eren actives i 40 eren inactives. De les 94 persones actives 90 estaven ocupades (51 homes i 39 dones) i 4 estaven aturades (4 dones i 4 dones). De les 40 persones inactives 20 estaven jubilades, 10 estaven estudiant i 10 estaven classificades com a «altres inactius».

### Ingressos
El 2009 a Vaite hi havia 84 unitats fiscals que integraven 211 persones, la mediana anual d'ingressos fiscals per persona era de 16.836 €.

### Activitats econòmiques
Dels 8 establiments que hi havia el 2007, 1 era d'una empresa alimentària, 2 d'empreses de fabricació d'altres productes industrials, 2 d'empreses de construcció, 2 d'empreses de comerç i reparació d'automòbils i 1 d'una empresa d'hostatgeria i restauració.
Dels 4 establiments de servei als particulars que hi havia el 2009, 1 era un taller de reparació d'automòbils i de material agrícola, 1 guixaire pintor, 1 electricista i 1 restaurant.
L'únic establiment comercial que hi havia el 2009 era una fleca.
L'any 2000 a Vaite hi havia 9 explotacions agrícoles que ocupaven un total de 595 hectàrees.

## Equipaments sanitaris i escolars
El 2009 hi havia una escola elemental integrada dins d'un grup escolar amb les comunes properes formant una escola dispersa.

## Poblacions més properes
El següent diagrama mostra les poblacions més properes.